# GPIB

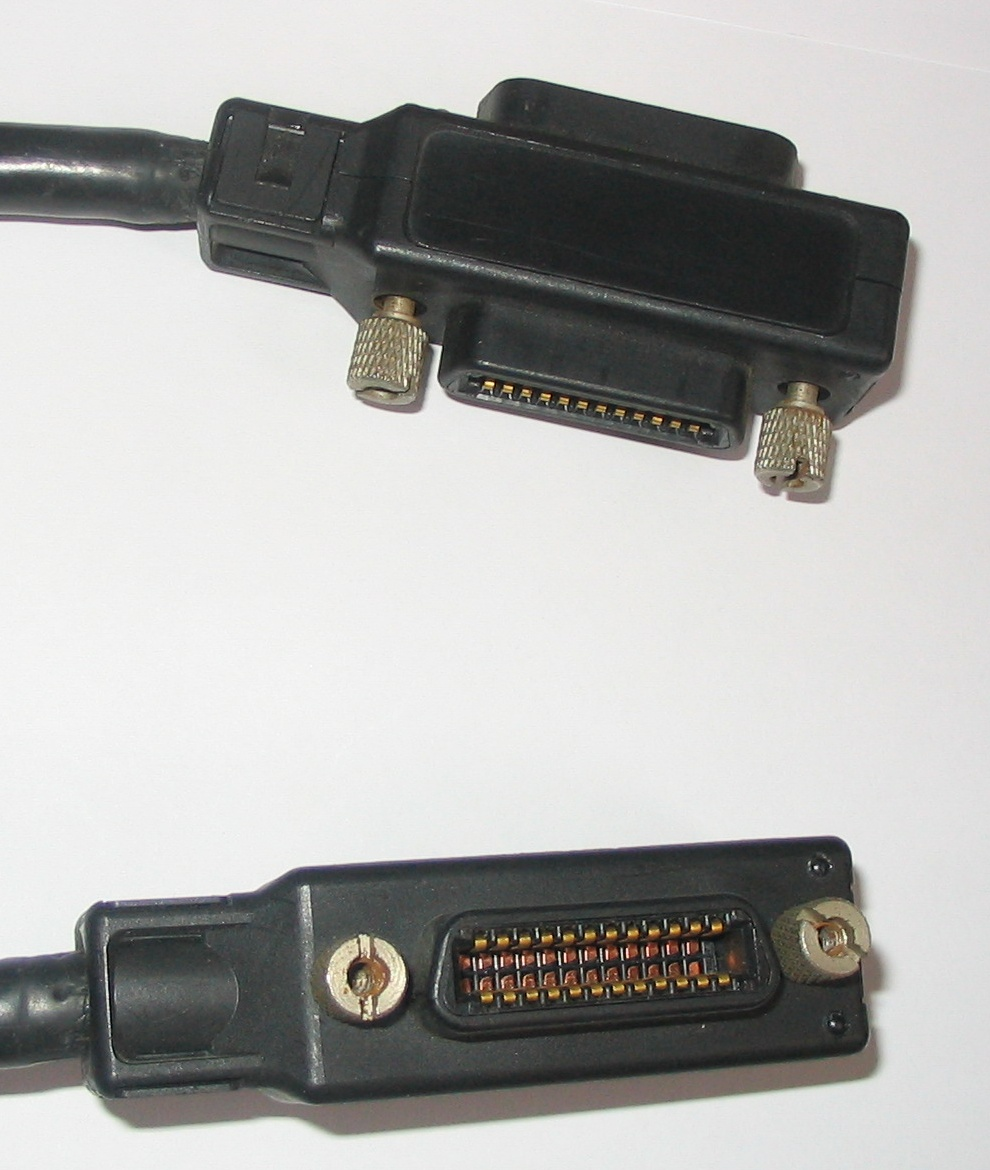
Konektory IEEE-488

GPIB (General Purpose Interface Bus, někdy nazývané IEEE 488, HP-IB (Hewlett Packard IB) nebo IMS (International Measurement System), je rozhraní pro měřicí a zkušební přístroje a zařízení, které umožňuje přenos dat mezi dvěma nebo více přístroji. Umožňuje připojení počítače, který může řídit přenos dat.
Rozhraní bylo vyvinuto v roce 1972 společností Hewlett-Packard a později se stalo jedním z nejrozšířenějších komunikačních systémů pro měřicí a zkušební techniku na světě. Jeho využití bylo původně navrženo pro propojení měřicích přístrojů v rámci jedné či několika laboratoří. Základní myšlenkou je využití autonomních jednotek, které sdílejí informace s ostatními jednotkami pomocí sběrnice.
V roce 1975 bylo rozhraní přijato jako standard IEEE 488 Standard Digital Interface for Programmable Instrumentation.

## Základní parametry
Jde o paralelní sběrnici, která umožňuje propojení maximálně 15 přístrojů. Má 24 vodičů (pinů). Maximální délka sběrnice může být 20 m, přičemž maximální vzdálenost mezi dvěma funkčními jednotkami jsou 2 m. Informace se přenáší digitálně po bytech (8 bitů). Jde o asynchronní přenos dat, který je řízen hardwarově. Přenosová rychlost odpovídá délce kabelu mezi přístroji. Maximální teoretická přenosová rychlost je 1 MB/s, ovšem rychlosti dosahované v praxi jsou menší – 250 až 500 kB/s. Existuje i pozdější rozšíření HS-488, u kterého je maximální přenosová rychlost 8 MB/s.
Negativní TTL logika ⇒ např.
- logická 0 > 2,1V
- logická 1 < 0,8V

(viz Sběrnicová topologie)
Délku sběrnice lze prodloužit extendery (zesilovači), které umožňují přenos na vzdálenost až na cca 1 000 m prostřednictví metalických nebo optických vodičů. Zároveň zvětšují počet přístrojů připojitelných ke sběrnici.

## Elektrická specifikace vodiče
24 vodičů sběrnice se dělí do 4 skupin:
1. Datové vodiče – 8 vodičů (DI01 až DI08)
  - slouží pro přenos dat a příkazů mezi přístroji po bytech.
2. Vodiče pro řízení přenosu – 3 vodiče zajišťující asynchronní přenos na datové sběrnici.
  - DAV – Data Valid	 ⇒ potvrzení dat na sběrnici
  - NRFD – Not Ready for data	⇒ zařízení není připraveno přijmout data
  - NDAC – Not data accepted	⇒ data nepřijata
3. Vodiče pro řízení rozhraní – 5 vodičů pro všeobecné řízení a koordinaci procesů na sběrnici.
  - ATN – Attention
  - IFC – Interface clear
  - REN – Remote enable
  - SRQ – Service request
  - EOI – End or identify
4. Zemnící vodiče – 8 vodičů sloužících pro uzavírání proudových smyček a stínění

## Funkce jednotlivých zařízení
Základní funkce přístrojů na sběrnici jsou: mluvčí, posluchač, řídicí člen
- Řídicí člen - řídí komunikační procesy; je to buď PC, nebo karta GPIB instalovaná v zařízení
- Mluvčí - skupina zařízení, která jsou schopna posílat data po sběrnici
- Posluchač - přijímá data tiskárna, osciloskop....